# Haven van Genua
De haven van Genua (Italiaans: Porto di Genova) is na de haven van Triëst de grootste haven van Italië naar totale cargo-tonnage. In 2016 is 49,1 miljoen ton aan goederen de haven gepasseerd, waaronder 2,3 miljoen TEU containers. De haven is gelegen aan de Golf van Genua in het noorden van de Ligurische Zee, onderdeel van de Middellandse Zee. Tot 2013 was de haven de grootste van Italië, na dat jaar won Triëst door de overslag van vloeibare bulk en de daar aangelegde SIOT-oliepijpleiding die van Triëst naar Ingolstadt in Beieren, Duitsland voert.
De haven van Genua heeft een oppervlakte van ongeveer 700 hectare land en 500 hectare water, strekt zich uit over meer dan 22 kilometer langs de kustlijn, met 47 km aan maritieme wegen en 30 km aan gebruikte kades.
Er zijn 4 toegangen voor de scheepvaart:
- de oostelijke inham, die toegang biedt tot de oude haven, de scheepswerven en de terminals van Sampierdarena
- de westelijke (Cornigliano) inham, meestal gebruikt door schepen die op de ILVA-kades opereren
- de ingang van Multedo, voor schepen die opereren in de olieterminals en naar de scheepswerven van Fincantieri
- de ingang van de Pra, aan het westelijke uiteinde van de haven, voor schepen die op de containerterminal opereren

## Passagiershaven
De kades van de passagiersterminals strekken zich uit over een oppervlakte van 250.000 m², met vijf uitgeruste ligplaatsen voor cruiseschepen en 13 voor veerboten. Jaarlijks passeren zo'n miljoen cruiseschippassagiers de haventerminal. De terminal voor ferries biedt capaciteit voor het transport van 4 miljoen veerbootpassagiers, 1,5 miljoen auto's en 250.000 vrachtwagens per jaar.

## Jachthavens
Naast de container- en de passagiersterminals, de scheepswerven en de andere industrie- en vrachtfaciliteiten, zijn er in het havengebied ook verschillende jachthavens, waar zowel zeilboten als jachten afgemeerd liggen.
- De jachthaven van het beursterrein (305 ligplaatsen).
- De jachthaven Duca degli Abruzzi, de thuisbasis van de Yacht Club Italiano (350 ligplaatsen)
- De jachthaven Molo Vecchio, in het gebied van de oude haven (160 ligplaatsen voor jachten tot 150 meter)
- De jachthaven Porto antico (280 ligplaatsen tot 60 meter)
- De jachthaven Genova Aeroporto (500 ligplaatsen, met recente faciliteiten voor superjachten)
- De jachthaven van Pra', in het gebied van het oude strand van Pra', nu de "Fascia di Rispetto di Pra" (1000 ligplaatsen)

## Varia
- Een belangrijke werkgever in de haven zijn de twee scheepswerven van Fincantieri, een voor cruiseschepen en jachten in Sestri Ponente, de andere voor marineschepen in Riva Trigoso. Deze laatste leverde onder meer de fregatten van de Bergaminiklasse. In Sestri Ponente worden schepen als de Costa Pacifica, de Carnival Splendor of de Costa Magica gebouwd maar ook tankers, en ferryschepen of een halfafzinkbaar platform als de Scarabeo 5.
- In de zomer van 2014 werd de Costa Concordia naar de haven van Genua gesleept alwaar het schip in de daaropvolgende twee en half jaar tot eind 2016 werd gesloopt in de plaatselijke scheepswerven. De Costa Concordia was daarmee terug in haar haven van oorsprong, want ook dit schip werd gebouwd in de Fincantieri scheepswerf van Sestri Ponente.